# Fabio Rubiano
Fabio Rubiano Orjuela, né en 1963 à Fusagasugá en Colombie, est un auteur colombien de théâtre colombien contemporain. Il est également comédien et metteur en scène.

## Les débuts avec Marcela Valencia
Formé à l’École du District de Bogota et à l’Atelier Permanent de Recherche Théâtrale de Santiago Garcia, c'est en 1985,  que Fabio Rubiano Orjuela fonde le Teatro Petra, avec la collaboration de Marcela Valencia. Cette dernière a, par la suite, poursuivi séparément sa carrière d'actrice, tout en restant proche de Fabio Rubiano, dont elle est une actrice fétiche. Elle a collaboré par la suite avec Pascal Vallejo dans la lutte pour la protection des animaux. 

## L'homme de théâtre
En 2002, Fabio Rubiano a écrit et mis en scène, avec succès, le spectacle Mosca.
En 2004, il montera le spectacle Dos Hermanas et, en 2006, El vientre de la ballena, une coproduction avec le théâtre Mladinsko de Slovénie.
Sa dernière création, Pinocho y Frankenstein le tienen miedo a Harrison Ford, est prévue pour mars 2008, pendant le Festival International de Théâtre de Bogotá .
Ses autres réalisations regroupent : 
- El negro perfecto,
- Desencuentros,
- María Es-Tres,
- Amores simultáneos,
- Opio en las nubes, adaptation du roman de Rafael Chaparro Madiedo
- Hienas, chacales y otros animales carnívoros, écrite en compagnie de Javier Gutiérrez.
- Crónica de una muerte anunciada d’après le roman de Gabriel García Márquez.

## Récompenses
En 1994, Fabio Rubiano a obtenu la première mention du Prix Unesco.
Lauréat du Ministère de la Culture de la Colombie, Premio Nacional de Cultura, en trois occasions (1996, 1997 et 1999), il s'est également vu décerner des bourses de création, des prix de coproduction et des résidences en Espagne et au Mexique.